# Course en ligne masculine aux championnats du monde de cyclisme sur route 2020
La course en ligne masculine aux championnats du monde de cyclisme sur route 2020 a lieu le 27 septembre 2020 à Imola, en Italie.

## Parcours
Le début et la fin de l'épreuve a lieu sur l'Autodromo Enzo e Dino Ferrari d'Imola. La course est tracée sur 258,2 kilomètres avec un dénivelé de près de 5000 mètres. Le circuit est d'une longueur de 28,8 kilomètres avec deux montées difficiles d'environ trois kilomètres chacune et une moyenne de 10% avec des passages à 14%. Les trois derniers kilomètres de course ont lieu sur le circuit automobile.

## Qualification
Le nombre de participants par pays est déterminé par des critères établis par l'Union cycliste internationale (UCI), qui prend en compte le Classement mondial UCI par pays du 17 mars 2020. La répartition est la suivante : 8 participants pour les 10 premières nations classées, 6 participants pour les nations classées de 11 à 20, 4 participants pour les nations classées de 21 à 30 et 1 participant pour les nations classées de 31 à 50. Cependant, certains pays ont reçu une invitation à participer à cette course. Le tenant du titre Mads Pedersen est autorisé à prendre le départ de l'épreuve en plus du quota attribué par nation,.
| Équipes nationales (43)- Danemark - Slovénie - Italie - Belgique - France - Pays-Bas - Colombie - Allemagne - Espagne - Australie - Grande-Bretagne - Norvège - Russie - Pologne - Nouvelle-Zélande - Irlande - Suisse - Équateur - Portugal - Slovaquie - États-Unis - Autriche - Tchéquie - Kazakhstan - Afrique du Sud - Estonie - Luxembourg - Ukraine - Érythrée - Canada - Lettonie - Biélorussie - Hongrie - Lituanie - Azerbaijan - Suède - Grèce - Japon - Roumanie - Costa Rica - Mexique - Rwanda - Maroc |
| |

## Favoris
Sur un parcours favorisant les puncheurs et grimpeurs, les principaux favoris sont le Belge Wout van Aert, le Français Julian Alaphilippe, le Suisse Marc Hirschi et le Canadien Michael Woods.

## Récit de la course
Après que le Slovène Tadej Pogačar, vainqueur du Tour de France 2020, qui a attaqué dans l'avant-dernier tour, eut été repris juste avant la dernière montée, le peloton explose. Le Français Julian Alaphilippe lance une attaque victorieuse à 800 mètres du sommet de la dernière côte, à 12 kilomètres de l'arrivée. Derrière lui, un groupe de cinq coureurs joue la 2e place lors d'un sprint remporté par Wout van Aert devant Marc Hirschi.

## Classement
| \| Classement général \| Classement général \| Classement général \| Classement général \| Classement général \| \| Coureur \| Coureur \| Pays \| Équipe \| Temps \| \| ------------------ \| ------------------------- \| ------------------ \| ------------------ \| ------------------ \| \| 1er \| Julian Alaphilippe \| France \| France \| 6 h 38 min 34 s \| \| 2e \| Wout van Aert \| Belgique \| Belgique \| + 24 s \| \| 3e \| Marc Hirschi \| Suisse \| Suisse \| + 24 s \| \| 4e \| Michał Kwiatkowski \| Pologne \| Pologne \| + 24 s \| \| 5e \| Jakob Fuglsang \| Danemark \| Danemark \| + 24 s \| \| 6e \| Primož Roglič \| Slovénie \| Slovénie \| + 24 s \| \| 7e \| Michael Matthews \| Australie \| Australie \| + 53 s \| \| 8e \| Alejandro Valverde \| Espagne \| Espagne \| + 53 s \| \| 9e \| Maximilian Schachmann \| Allemagne \| Allemagne \| + 53 s \| \| 10e \| Damiano Caruso \| Italie \| Italie \| + 53 s \| \| 11e \| Michael Valgren \| Danemark \| Danemark \| + 53 s \| \| 12e \| Michael Woods \| Canada \| Canada \| + 53 s \| \| 13e \| Guillaume Martin-Guyonnet \| France \| France \| + 53 s \| \| 14e \| Tom Dumoulin \| Pays-Bas \| Pays-Bas \| + 53 s \| \| 15e \| Vincenzo Nibali \| Italie \| Italie \| + 57 s \| \| 16e \| Mikel Landa \| Espagne \| Espagne \| + 57 s \| \| 17e \| Simon Geschke \| Allemagne \| Allemagne \| + 1 min 34 s \| \| 18e \| Alberto Bettiol \| Italie \| Italie \| + 1 min 34 s \| \| 19e \| Rudy Molard \| France \| France \| + 1 min 34 s \| \| 20e \| Pello Bilbao \| Espagne \| Espagne \| + 1 min 34 s \| |                           |           |           |                 |
| |                           |           |           |                 |
| Source : ProCyclingStats |                           |           |           |                 |
| Classement général |                           |           |           |                 |
| Coureur | Coureur                   | Pays      | Équipe    | Temps           |
| 1er | Julian Alaphilippe        | France    | France    | 6 h 38 min 34 s |
| 2e | Wout van Aert             | Belgique  | Belgique  | + 24 s          |
| 3e | Marc Hirschi              | Suisse    | Suisse    | + 24 s          |
| 4e | Michał Kwiatkowski        | Pologne   | Pologne   | + 24 s          |
| 5e | Jakob Fuglsang            | Danemark  | Danemark  | + 24 s          |
| 6e | Primož Roglič             | Slovénie  | Slovénie  | + 24 s          |
| 7e | Michael Matthews          | Australie | Australie | + 53 s          |
| 8e | Alejandro Valverde        | Espagne   | Espagne   | + 53 s          |
| 9e | Maximilian Schachmann     | Allemagne | Allemagne | + 53 s          |
| 10e | Damiano Caruso            | Italie    | Italie    | + 53 s          |
| 11e | Michael Valgren           | Danemark  | Danemark  | + 53 s          |
| 12e | Michael Woods             | Canada    | Canada    | + 53 s          |
| 13e | Guillaume Martin-Guyonnet | France    | France    | + 53 s          |
| 14e | Tom Dumoulin              | Pays-Bas  | Pays-Bas  | + 53 s          |
| 15e | Vincenzo Nibali           | Italie    | Italie    | + 57 s          |
| 16e | Mikel Landa               | Espagne   | Espagne   | + 57 s          |
| 17e | Simon Geschke             | Allemagne | Allemagne | + 1 min 34 s    |
| 18e | Alberto Bettiol           | Italie    | Italie    | + 1 min 34 s    |
| 19e | Rudy Molard               | France    | France    | + 1 min 34 s    |
| 20e | Pello Bilbao              | Espagne   | Espagne   | + 1 min 34 s    |

## Liste des participants
| N°  | Coureur                 | Pays        | Rang              |
| --- | ----------------------- | ----------- | ----------------- |
| 01  | Jakob Fuglsang          | Danemark    | 5e                |
| 02  | Niklas Eg               | Danemark    | Abandon           |
| 03  | Jonas Gregaard Wilsly   | Danemark    | 60e               |
| 04  | Jesper Hansen           | Danemark    | Abandon           |
| 05  | Mikkel Honoré           | Danemark    | Abandon           |
| 06  | Michael Valgren         | Danemark    | 11e               |
| 07  | Christopher Juul Jensen | Danemark    | 77e               |
| 08  | Casper Pedersen         | Danemark    | 65e               |
| 09  | Janez Brajkovič         | Slovénie    | Abandon           |
| 010 | Luka Mezgec             | Slovénie    | Abandon           |
| 011 | Domen Novak             | Slovénie    | Abandon           |
| 012 | Luka Pibernik           | Slovénie    | Abandon           |
| 013 | Tadej Pogačar           | Slovénie    | 33e               |
| 014 | Jan Polanc              | Slovénie    | 27e               |
| 015 | Primož Roglič           | Slovénie    | 6e                |
| 016 | Jan Tratnik             | Slovénie    | Abandon           |
| 017 | Andrea Bagioli          | Italie      | 57e               |
| 018 | Alberto Bettiol         | Italie      | 18e               |
| 019 | Gianluca Brambilla      | Italie      | Abandon           |
| 020 | Damiano Caruso          | Italie      | 10e               |
| 021 | Fausto Masnada          | Italie      | 23e               |
| 022 | Vincenzo Nibali         | Italie      | 15e               |
| 023 | Diego Ulissi            | Italie      | 47e               |
| 024 | Giovanni Visconti       | Italie      | 43e               |
| 025 | Tiesj Benoot            | Belgique    | 30e               |
| 026 | Oliver Naesen           | Belgique    | Abandon           |
| 027 | Pieter Serry            | Belgique    | Abandon           |
| 028 | Jasper Stuyven          | Belgique    | Abandon           |
| 029 | Wout van Aert           | Belgique    | Médaille d'argent |
| 030 | Greg Van Avermaet       | Belgique    | 21e               |
| 031 | Loïc Vliegen            | Belgique    | 40e               |
| 032 | Tim Wellens             | Belgique    | 39e               |
| 033 | Julian Alaphilippe      | France      | Médaille d'or     |
| 034 | Julien Bernard          | France      | Abandon           |
| 035 | Kenny Elissonde         | France      | 37e               |
| 036 | Valentin Madouas        | France      | 34e               |
| 037 | Guillaume Martin        | France      | 13e               |
| 038 | Rudy Molard             | France      | 19e               |
| 039 | Quentin Pacher          | France      | Abandon           |
| 040 | Nans Peters             | France      | Abandon           |
| 041 | Tom Dumoulin            | Pays-Bas    | 14e               |
| 042 | Pascal Eenkhoorn        | Pays-Bas    | Abandon           |
| 043 | Sam Oomen               | Pays-Bas    | 45e               |
| 044 | Antwan Tolhoek          | Pays-Bas    | Abandon           |
| 045 | Martijn Tusveld         | Pays-Bas    | 68e               |
| 046 | Dylan van Baarle        | Pays-Bas    | 35e               |
| 047 | Nick van der Lijke      | Pays-Bas    | Abandon           |
| 048 | Pieter Weening          | Pays-Bas    | 79e               |
| 049 | Esteban Chaves          | Colombie    | 32e               |
| 050 | Sergio Henao            | Colombie    | 50e               |
| 051 | Sergio Higuita          | Colombie    | 48e               |
| 052 | Miguel Ángel López      | Colombie    | 41e               |
| 053 | Daniel Martínez         | Colombie    | 31e               |
| 054 | Cristian Muñoz          | Colombie    | Abandon           |
| 055 | Harold Tejada           | Colombie    | Abandon           |
| 056 | Rigoberto Urán          | Colombie    | 24e               |
| 057 | Nikias Arndt            | Allemagne   | Forfait           |
| 058 | John Degenkolb          | Allemagne   | Abandon           |
| 059 | Nico Denz               | Allemagne   | 63e               |
| 060 | Simon Geschke           | Allemagne   | 17e               |
| 061 | Jonas Koch              | Allemagne   | Abandon           |
| 062 | Paul Martens            | Allemagne   | 66e               |
| 063 | Maximilian Schachmann   | Allemagne   | 9e                |
| 064 | Georg Zimmermann        | Allemagne   | 55e               |
| 065 | Peio Bilbao             | Espagne     | 20e               |
| 066 | David de la Cruz        | Espagne     | Abandon           |
| 067 | Jesús Herrada           | Espagne     | 28e               |
| 068 | Mikel Landa             | Espagne     | 16e               |
| 069 | Enric Mas               | Espagne     | Abandon           |
| 070 | Luis León Sánchez       | Espagne     | 52e               |
| 071 | Marc Soler              | Espagne     | Abandon           |
| 072 | Alejandro Valverde      | Espagne     | 8e                |
| 073 | Simon Clarke            | Australie   | 44e               |
| 074 | Luke Durbridge          | Australie   | Abandon           |
| 075 | Chris Hamilton          | Australie   | Abandon           |
| 076 | Jai Hindley             | Australie   | Abandon           |
| 077 | Damien Howson           | Australie   | Abandon           |
| 078 | Michael Matthews        | Australie   | 7e                |
| 079 | Richie Porte            | Australie   | 25e               |
| 080 | Nick Schultz            | Australie   | Abandon           |
| 081 | Hugh Carthy             | Royaume-Uni | Abandon           |
| 082 | Ethan Hayter            | Royaume-Uni | 86e               |
| 083 | James Knox              | Royaume-Uni | Abandon           |
| 084 | Thomas Pidcock          | Royaume-Uni | 42e               |
| 085 | Luke Rowe               | Royaume-Uni | Abandon           |
| 086 | James Shaw              | Royaume-Uni | 81e               |
| 087 | Odd Christian Eiking    | Norvège     | Abandon           |
| 088 | Carl Fredrik Hagen      | Norvège     | 73e               |
| 089 | Markus Hoelgaard        | Norvège     | 36e               |

| N°  | Coureur                | Pays             | Rang               |
| --- | ---------------------- | ---------------- | ------------------ |
| 090 | Vegard Stake Laengen   | Norvège          | Abandon            |
| 091 | Andreas Leknessund     | Norvège          | 56e                |
| 092 | Torstein Træen         | Norvège          | 84e                |
| 093 | Sergey Chernetskiy     | Russie           | 75e                |
| 094 | Viatcheslav Kouznetsov | Russie           | Abandon            |
| 095 | Konstantin Nekrasov    | Russie           | Abandon            |
| 096 | Petr Rikunov           | Russie           | Abandon            |
| 097 | Ivan Rovny             | Russie           | 82e                |
| 098 | Dmitri Strakhov        | Russie           | 62e                |
| 099 | Stanisław Aniołkowski  | Pologne          | Abandon            |
| 100 | Michał Gołaś           | Pologne          | 83e                |
| 101 | Michał Kwiatkowski     | Pologne          | 4e                 |
| 102 | Kamil Małecki          | Pologne          | Abandon            |
| 103 | Łukasz Owsian          | Pologne          | 70e                |
| 104 | Maciej Paterski        | Pologne          | 72e                |
| 105 | George Bennett         | Nouvelle-Zélande | Abandon            |
| 106 | Patrick Bevin          | Nouvelle-Zélande | Abandon            |
| 107 | Finn Fisher-Black      | Nouvelle-Zélande | Abandon            |
| 108 | Dion Smith             | Nouvelle-Zélande | Abandon            |
| 109 | Ben Healy              | Irlande          | Abandon            |
| 110 | Ryan Mullen            | Irlande          | Abandon            |
| 111 | Nicolas Roche          | Irlande          | 51e                |
| 112 | Michael Albasini       | Suisse           | Abandon            |
| 113 | Silvan Dillier         | Suisse           | Abandon            |
| 114 | Enrico Gasparotto      | Suisse           | 46e                |
| 115 | Marc Hirschi           | Suisse           | Médaille de bronze |
| 116 | Simon Pellaud          | Suisse           | Abandon            |
| 117 | Michael Schär          | Suisse           | Abandon            |
| 118 | Jonathan Caicedo       | Équateur         | 80e                |
| 119 | Richard Carapaz        | Équateur         | 22e                |
| 120 | Jefferson Cepeda       | Équateur         | Abandon            |
| 121 | Rui Costa              | Portugal         | 26e                |
| 122 | Ruben Guerreiro        | Portugal         | Abandon            |
| 123 | Ivo Oliveira           | Portugal         | 88e                |
| 124 | Nélson Oliveira        | Portugal         | 38e                |
| 125 | Juraj Bellan           | Slovaquie        | Abandon            |
| 126 | Marek Čanecký          | Slovaquie        | Abandon            |
| 127 | Ján Andrej Cully       | Slovaquie        | Abandon            |
| 128 | Martin Haring          | Slovaquie        | Abandon            |
| 129 | Patrik Tybor           | Slovaquie        | Abandon            |
| 130 | Lawson Craddock        | États-Unis       | Abandon            |
| 131 | Sepp Kuss              | États-Unis       | 53e                |
| 132 | Brandon McNulty        | États-Unis       | Abandon            |
| 133 | Neilson Powless        | États-Unis       | Abandon            |
| 134 | Tobias Bayer           | Autriche         | Abandon            |
| 135 | Marco Friedrich        | Autriche         | Abandon            |
| 136 | Felix Gall             | Autriche         | Abandon            |
| 137 | Sebastian Schönberger  | Autriche         | 54e                |
| 138 | Markus Wildauer        | Autriche         | Abandon            |
| 139 | Riccardo Zoidl         | Autriche         | Abandon            |
| 140 | Josef Černý            | Tchéquie         | Abandon            |
| 141 | Jan Hirt               | Tchéquie         | 59e                |
| 142 | Jakub Otruba           | Tchéquie         | 64e                |
| 143 | Adam Ťoupalík          | Tchéquie         | 71e                |
| 144 | Zhandos Bizhigitov     | Kazakhstan       | Abandon            |
| 145 | Daniil Fominykh        | Kazakhstan       | Abandon            |
| 146 | Dmitriy Gruzdev        | Kazakhstan       | Abandon            |
| 147 | Alexey Lutsenko        | Kazakhstan       | Forfait            |
| 148 | Yuriy Natarov          | Kazakhstan       | 74e                |
| 149 | Vadim Pronskiy         | Kazakhstan       | 49e                |
| 150 | Nicholas Dlamini       | Afrique du Sud   | Abandon            |
| 151 | Louis Meintjes         | Afrique du Sud   | 78e                |
| 152 | Tanel Kangert          | Estonie          | Abandon            |
| 153 | Peeter Pruus           | Estonie          | Abandon            |
| 154 | Ben Gastauer           | Luxembourg       | Abandon            |
| 155 | Anatoliy Budyak        | Ukraine          | 87e                |
| 156 | Natnael Berhane        | Érythrée         | Forfait            |
| 157 | Amanuel Gebrezgabihier | Érythrée         | 69e                |
| 158 | Merhawi Kudus          | Érythrée         | 67e                |
| 159 | Guillaume Boivin       | Canada           | Abandon            |
| 160 | Alexander Cataford     | Canada           | Abandon            |
| 161 | Hugo Houle             | Canada           | 61e                |
| 162 | Michael Woods          | Canada           | 12e                |
| 163 | Viesturs Lukševics     | Lettonie         | Abandon            |
| 164 | Krists Neilands        | Lettonie         | 58e                |
| 165 | Toms Skujiņš           | Lettonie         | 29e                |
| 166 | Aleksandr Riabushenko  | Biélorussie      | Abandon            |
| 167 | Attila Valter          | Hongrie          | 76e                |
| 168 | Evaldas Šiškevičius    | Lituanie         | Abandon            |
| 169 | Elchin Asadov          | Azerbaïdjan      | Abandon            |
| 170 | Lucas Eriksson         | Suède            | 85e                |
| 171 | Polychrónis Tzortzákis | Grèce            | Abandon            |
| 172 | Yukiya Arashiro        | Japon            | Abandon            |
| 173 | Eduard-Michael Grosu   | Roumanie         | Abandon            |
| 174 | Kevin Rivera           | Costa Rica       | Abandon            |
| 175 | Ulises Castillo        | Mexique          | Abandon            |
| 176 | Samuel Mugisha         | Rwanda           | Abandon            |
| 177 | Abderrahim Zahiri      | Maroc            | Abandon            |